# Mileč
Mileč – gmina w Czechach, w powiecie Pilzno Południe, w kraju pilzneńskim. Według danych z dnia 1 stycznia 2013 liczyła 398 mieszkańców.
W miejscowości znajduje się przystanek kolejowy Mileč.